# ضريح جونغميو
ضريح جونغميو هو مبنى ديني في سيول، كوريا الجنوبية. إنه مزار ملك الكونفوشيوسية من مملكة جوسون. تم بناؤه في أواخر القرن الثالث عشر، ودُمر خلال الغزو الياباني في القرن السادس عشر، وأعيد بناؤه في القرن السابع عشر. لا يزال الناس يفدوون إليه في العصر الحديث. تم تسمية ضريح جونغميو كموقع للتراث العالمي لليونسكو في عام 1995.